# Doris Cordes-Vollert
Doris Cordes-Vollert (* 4. Januar 1943 in Hamburg) ist eine deutsche Künstlerin und Autorin.

## Wirken
Doris Cordes-Vollert besuchte von 1963 bis 1965 die Kunstschule Alsterdamm in Hamburg. Es folgte ein Studium an der Hamburger Werkkunstschule, das sie als Diplom-Grafikdesignerin 1968 abschloss. Anschließend studierte sie Visuelle Kommunikation an der Hochschule für Gestaltung Ulm sowie bis 1972 an deren Nachfolgeinstitut Institut für Umweltplanung der Universität Stuttgart. Gleichzeitig studierte sie Malerei an der Staatlichen Akademie der Bildenden Künste Stuttgart. Ab 1971 war sie als freischaffende Grafik-Designerin tätig.
Ab 1983 wohnte sie als alleinerziehende Mutter mit zwei Kindern in Ammersbek bei Hamburg. Von 1985 bis 1992 unterrichtete sie Figürliches Zeichnen am Institut für Kontaktstudien der Fachhochschule in Hamburg. Zudem war sie von 1989 bis 1991 künstlerische Leiterin des Kunsthauses Hamburg.
Doris Cordes-Vollert lebt und arbeitet in Hamburg-Eimsbüttel. Die künstlerischen Bereiche ihrer „Umsetzung von Wahrnehmungsfragen“ umfassen Zeichnung, Objekt, Wort und Konzept. Sie arbeitet vorwiegend mit Papier für Zeichnungen und Buchobjekte.
Ihr Anliegen ist es, „Zeichnung wie Worte zum imaginierenden Denken porös werden zu lassen.“ 1989 schrieb Hartmut Böhme: „Doris Cordes-Vollert arbeitet mit den Spuren der Zeit, die nicht Menschenzeit ist.“

## Auszeichnungen
- 1989 Kulturstiftung Stormarn (heute Sparkassen-Kulturstiftung Stormarn), Projekt Nunatak
- 1997 Hamburger Förderpreise für Literatur
- 2000 Arbeitsstipendium des Landes Schleswig-Holstein im Künstlerhaus Cismar
- 2002 Stiftung Kunstfonds, Projekt Liniengeräusche

## Ausstellungen (Auswahl)
- 2019 Galerie-W, Hamburg, Imagination
- 2016 Galerie-W, Hamburg, Erwartungen
- 2014 Glashaus Im Gewächshaus im Jenischpark, Hamburg
- 2013 hühnerhaus volksdorf, leicht – sinnig
- 1983 Künstlerhaus Stuttgart, Hoffnung: Mensch
- 1991 Kunst im öffentlichen Raum Bremen, Kontraste

## Illustrationen (Auswahl)
- Rolf Brinker: Quadratische Gleichungen und Ungleichungen. Beratende Mitarbeit: Paul Sengenhorst. Ernst Klett Verlag, Stuttgart 1971, ISBN 978-3-12-764700-6
- Horst Bartnitzky: Pit, der Rabe. Teil: Hauptband. Ernst Klett Verlag, Stuttgart 1983, ISBN 978-3-12-230310-5
- Horst Bartnitzky: Pit, der Rabe. Teil: Unterrichtsanregungen. Ernst Klett Verlag, Stuttgart 1983, ISBN 978-3-12-230311-2
- Barbara van der Donk (Hrsg.), Mechtild Peisker (Hrsg.): Baum-Geschichten. Teil: Hauptband. Ernst Klett Verlag, Stuttgart 1985, ISBN 978-3-12-231380-7
- Barbara van der Donk (Hrsg.), Mechtild Peisker (Hrsg.): Baum-Geschichten. Teil: Unterrichtsanregungen. Ernst Klett Verlag, Stuttgart 1985, ISBN 978-3-12-231381-4
- Lothar Streblow: Abenteuer mit Dolli. Teil: Hauptband. Ernst Klett Verlag, Stuttgart 1986, ISBN 978-3-12-234380-4
- Lothar Streblow: Abenteuer mit Dolli. Teil: Unterrichtsanregungen. Ernst Klett Verlag, Stuttgart 1986, ISBN 978-3-12-234381-1
- Horst Bartnitzky: Pit, der Rabe. Geschichten und Gedichte vom Raben Pit. Ernst Klett Verlag, Stuttgart 1995, ISBN 978-3-12-230312-9
- Ute Schleiff: Es war einmal. Vier Märchen von den Gebrüdern Grimm. Ernst Klett Verlag, Stuttgart 1995, ISBN 978-3-12-230402-7
- Boy Lornsen: Der Hase mit dem halben Ohr. Ernst Klett Verlag, Stuttgart 1997, ISBN 978-3-12-231434-7

## Veröffentlichungen (und Beteiligungen)
- Geprägtes verarbeiten. Fachbuchhandlung Sautter und Lackmann, Hamburg 2019, ISBN 978-3-88920-088-4.
- Dialog. BBK Hamburg, Epilog 2017, ISBN 978-3-944173-95-5.
- Erwartungen. Galerie-W, Hamburg 2016, ISBN 978-3-00-052765-4.
- Raum be Zeichnung. 2015.
- Hühnerhaus Volksdorf. 2014, ISBN 978-3-938218-68-6.
- A ESSENCIA DAS COISAS / MUSEO DO CAO / Linhas fluidas. Text. 2013, ISBN 978-989-98329-0-9.
- Olha para a forma. Feital, Portugal 2012, ISBN 978-989-97609-1-2.
- Hühnerhaus Volksdorf Change. Text für Change. 2011, ISBN 978-3-938218-68-6.
- Metamorphosen, Künstlerinnen in Hamburg. Dölling und Galitz Verlag, 2011, ISBN 978-3-86218-013-4.
- Autos fahren keine Treppen, Einstellungsraum. 2011, ISBN 978-3-938218-56-3.
- Escultura Espaço Linha TMG da Guarda. Text, Katalog. Comissaria 2008, ISBN 978-972-96850-2-7.
- Desenho e escrita. 2006/7, Feital, Portugal 2008.
- Selbstbehauptungen, Frauen an der hfg ulm. 2007, ISBN 978-3-87038-377-0.
- Kunst+Landschaft 06. Dithmarschen 2006, ISBN 3-931279-35-9.
- boca de Incêndio. n° 4 e 5, Aquilo Teatro Guarda, 2006, ISSN 1645-9849.
- The art to encourage the imaginative amazement. In: Visions about Nature. Geumgang, Nature Art Pre-Biennale 2005.
- Das Paradies und das Auto, Einstellungsraum. 2005, ISBN 3-938218-06-1.
- Vision about Nature. Geumgang Biennale, Korea 2005, ISBN 89-956524-2-X.
- Durchblicke, Kunst in Glashäusern. Meerkunstraum Steinhudermeer 2005.
- Anstöße. Nr. 4, Wildnis und Kultur, 2004, ISSN 0003-5270.
- boca de Incêndio. n°1, Aquilo Teatro Guarda, 2004, ISSN 1645-9849.
- Liniengeräusche. CD-Rom und Textbuch, Verlag M.F. Meiner, Hamburg 2002, ISBN 3-7873-1198-X, Stiftung Kunstfonds Bonn; Kulturbehörde Hamburg.
- 30 Jahre Galerie Gruppe Grün. 2002, ISBN 3-88808-283-8.
- 30 Jahre Gruppe Grün. Bremen 2002, ISBN 3-88808-283-8.
- Die Begradigung der Meere und andere Ordnungsversuche. 2001.
- Eine steinige Geschichte der Zeichnung. Verlag der Fachbuchhandlung Sautter und Lackmann, 2001, ISBN 3-88920-035-4.
- Der eigene Blick. Stormarner Museen, 2001, ISBN 3-529-02805-3.
- der blaue reiter. Götter, Journal für Philosophie Nr. 10 (2/99), Stuttgart 2000.
- Quaternio II. Galerie im Turm, Berlin 2000.
- Stipendiaten im Künstlerhaus Cismar. BBK Schleswig-Holstein, Kiel 2000.
- Im aufgerollten Horizont. Buchobjekt, Literaturförderpreis Hamburg, EP Edition und Verlag, Niedenstein 1999, ISBN 3-924540-24-1,
- Frei im leeren Raum schwebt ein Loch. Buchobjekt.
- Die 3. und 4. Dimension. Katalog. Nordskulptur II, Neumünster 1999.
- Budapest, Frankfurt, Stuttgart. Kulturinst. D. Rep. Ungarn 1999.
- Hamburger Ziegel. Jahrbuch für Literatur VI, Dölling und Galitz Verlag, 1998/99, ISBN 3-930802-84-8 / Literaturförderpreis der Hansestadt Hamburg
- desenho – Zeichnung, Kaleidoskop und Calouste Gulbenkian. Feital, Portugal 1998, ISBN 3-89567-016-2.
- Verbotene Städte. Kunstkommission Schleswig-Holstein 1998, ISBN 3-8042-0822-3.
- LAND : ART, Warum Natur, Warum Kunst. Galerie im Elbeforum, Brunsb. 1996, ISBN 3-931279-04-9.
- Rohbau. Norderstedt 1996, ISBN 3-88920-26-5
- Natur – Kunst – Wahrnehmung. Symposion Witzenhausen, GHS Kassel 1995.
- Erde und Himmel. Katalog. Kreismuseum Syke, 1993.
- Kunst auf Zeit. Katalog. Obere Galerie am Lützowplatz, Berlin 1993.
- Brachland, zum Thema ästhetisches Brachland. KUNSTZEIT, BBK, Hamburg 1993.
- Wattenmeer. Symposion, Büsum, Min. für Kultur Schleswig-Holstein 1993, ISBN 3-930563-00-2.
- Strukturwandel. Kunstverein Röderhof, Halberstadt, Stiftung Kulturfonds e.V 1993.
- Linien zeichnen. Katalog. 1992.
- Leichte Linien. Katalog. Kunstverein Flensburg 1992.
- Erinnerungsstücke. Kulturstiftung Stormarn 1992.
- ERDE-ZEICHEN-ERDE, Dokumentation künstler. Aktivitäten zur Erde. Text und Bildband, Konzept und Gestaltung, Herausgeber IGBK, Bonn und Kulturstiftung der Länder, 1992, ISBN 3-927623-31-8.
- Schützen, Wappnen, Entrüsten. Intern. Sympos. Cuxhaven 1991.
- Das Buch, Künstlerobjekte. Kunsthaus Hamburg, 1990.
- Schall und Staub. Kunsthaus Hamburg, 1990.
- NUNATAK – die Natur sprechen lassen. Kulturstiftung Stormarn, 1989, ISBN 3-88920-010-9.
- Faszination der See. Deutsches Marine Institut, 1988, ISBN 3-8132-0290-9.
- Spuren – vor der Erinnerung. Katalogbuch über Venedig, 1988.
- WASSER, Dokumentation künstlerischer Aktivitäten zum Thema Wasser, Konzept und Gestaltung. Herausgeberin IGBK 1987, ISBN 3-922035-84-1.
- Dem Menschen auf der Spur. Katalog. Kulturamt Stuttgart und VBKW 1986.
- Natur-Kunst, Kunst-Natur. Kunsthauszeitung, Hamburg 1985.
- 60 Jahre VBKW. Stuttgarter Kunstverein, 1984.
- Hoffnung – Mensch. Künstlerhaus Stuttgart, 1983.
- Stuttgarter Hefte. 54, Theaterzeichnungen bei Claus Peymann. 1983.
- Zu Hause in der Fremde. rororo, 1983.
- Friedenserklärung. Verlag Atelier im Bauernhaus, 1982.
- Zu Hause in der Fremde. Verlag Atelier im Bauernhaus, 1981.
- Die Friedenstorte. AraratVerlag, Stgt 1980.
- In unserem Land. Weltkreis Verlag, 1979.
- Jerg Ratgeb Preis. HAP Grieshaber, Katalog. Universität Hohenheim, 1979.
- Frieden und Abrüstung. Verlag Atelier im Bauernhaus, 1977.
- Berufsverbot, ein bundesdeutsches Lesebuch. Verlag Atelier im Bauernhaus, 1976.
- progressive Kunst. VBK der DDR, 1976.
- VBKW. Katalog. 1976.
- Der Bundschuh. Stuttgart 1976–1977.
- z. B. Chile. Verlag Atelier im Bauernhaus, 1975.
- Chile, ein Schwarzbuch. Verlag Pahl-Rugenstein, Köln 1974.
- Mitarbeit an der Zeitschrift Format 1969–1973.